# Moacir Claudino Pinto
Moacir Claudino Pinto (* 18. Mai 1936 in São Paulo), besser bekannt als Moacir ist ein ehemaliger brasilianischer Fußballspieler, der mit der Nationalmannschaft seines Heimatlandes 1958 Weltmeister wurde.

## Karriere

### Verein
Moacir Claudino Pinto, geboren am 18. Mai 1936 in São Paulo, begann seine fußballerische Laufbahn im Jahre 1956 bei Flamengo Rio de Janeiro. Bis 1961 spielte er in 225 Spielen für den Verein, mit dem er 1961 kurz vor seinem Wechsel zum argentinischen Spitzenverein CA River Plate die Torneio Rio-São Paulo, das traditionsreichste Turnier zwischen den besten Fußballmannschaften der beiden Metropolen Rio de Janeiro und São Paulo, gewann. Nach seinem Wechsel zu River Plate im Jahre 1962 verließ er den Verein aus Buenos Aires schon nach einem Jahr und 28 Spielen in der Primera División (sieben Tore) wieder und ging zurück zu Flamengo. Hier machte er ein Spiel und wechselte noch im gleichen Jahr zum uruguayischen Serienmeister Peñarol aus Montevideo. Moacir blieb bis 1963 bei Peñarol und gewann in der Saison 1962 die uruguayische Fußballmeisterschaft durch einen ersten Platz in der Endtabelle vor dem Lokalrivalen Nacional Montevideo. 1963 wurde er dann von CD Everest aus Guayaquil in Ecuador verpflichtet. Dort und bei dem ebenfalls aus Guayaquil kommenden Barcelona SC ließ Moacir seine fußballerische Laufbahn bis 1966 ausklingen. Im letzten Jahr seiner aktiven Laufbahn gewann er mit Barcelona SC die ecuadorianische Meisterschaft.

### Nationalmannschaft
Moacir wurde in den Jahren 1957 und 1958 sechsmal in der brasilianischen Fußballnationalmannschaft eingesetzt. Dabei gelangen ihm zwei Tore. Von Brasiliens Nationaltrainer Vicente Feola wurde er ins Aufgebot der Südamerikaner für die Fußball-Weltmeisterschaft 1958 in Schweden berufen. Bei dem Turnier wurde er allerdings nicht eingesetzt. Währenddessen erreichte seine Mannschaft, die ausgestattet war mit Weltklassespielern wie dem jungen Pelé oder Garrincha das Endspiel, in dem man sich im Råsundastadion von Stockholm mit 5:2 gegen Gastgeber Schweden durchsetzte.

## Erfolge
Nationalmannschaft
- Copa Roca: 1957
- Fußball-Weltmeisterschaft: 1958

Flamengo
- Torneio Rio-São Paulo: 1961

Peñarol
- Primera División: 1962

Barcelona
- Serie A: 1966